# Pšov
Pšov (německy Schaub) je obec v okrese Karlovy Vary v Karlovarském kraji. Leží zhruba 4,5 kilometru jižně od Žlutic a 28 kilometrů jihovýchodně od Karlových Varů. Žije v ní 608 obyvatel.

## Název
Název vesnice je odvozen z obecného jména pše (zastarale pšenice), a označoval tedy místo, kde se pěstovala pšenice. Německý tvar Schaub nejspíše vznikl ze spojení „do Pšova“ nebo „ze Pšova“. V historických pramenech se jméno objevuje ve tvarech: „do Přov“ a ze „z Zebšova“ (1513), Dobšova (1513), Pšovo (1541), „ve vsi Pssowie“ (1651), Schaub (1785) a Schaub nebo Pssow (1847).

## Historie
První písemná zmínka o vesnici pochází z roku 1513. Vesnice ležela na pomezí rabštejnského a žlutického panství, přičemž často měnila majitele. Původně se jednalo o čistě německou obec, původ prvních usedlíků není jasný. Do roku 1526 se Pšov postupně bohemizoval, na samém konci třicetileté války (1648) pak byl zcela vypálen švédskými vojáky. Nově založená obec dostala čistě německé obyvatelstvo, jehož potomci zde žili až do roku 1945. Místní Němci byli až na nepatrné výjimky odsunuti do Německa roku 1946.

## Obyvatelstvo
Při sčítání lidu v roce 1921 zde žilo 314 obyvatel (z toho 146 mužů) německé národnosti, kteří se kromě pěti židů hlásili k římskokatolické církvi. Podle sčítání lidu z roku 1930 měla vesnice 339 obyvatel: jednoho Čechoslováka, 336 Němců a dva příslušníky jiné národnosti. I tentokrát všichni byli římskými katolíky.
| Rok            | 1869  | 1880  | 1890  | 1900  | 1910  | 1921  | 1930  | 1950 | 1961 | 1970 | 1980 | 1991 | 2001 | 2011 | 2021 |
| -------------- | ----- | ----- | ----- | ----- | ----- | ----- | ----- | ---- | ---- | ---- | ---- | ---- | ---- | ---- | ---- |
| Počet obyvatel | 1 903 | 2 000 | 1 874 | 1 758 | 1 853 | 1 894 | 1 866 | 864  | 889  | 857  | 746  | 629  | 608  | 578  | 548  |
| Počet domů     | 331   | 346   | 346   | 347   | 343   | 343   | 349   | 242  | 205  | 184  | 178  | 196  | 200  | 197  | 208  |

## Obecní správa

### Části obce
- Borek
- Chlum
- Kobylé
- Kolešov
- Močidlec
- Novosedly
- Pšov
- Semtěš

### Obecní symboly
Znak a vlajka byly obci uděleny rozhodnutím předsedy Poslanecké sněmovny Parlamentu České republiky dne 19. ledna 2007.

## Pamětihodnosti
- Zřícenina hradu Štědrý hrádek, archeologické naleziště
- Kaple Nejsvětějšího Srdce Ježíšova z roku 1914, jejíž oltář je neobvykle orientován na sever.
- přírodní rezervace Chlum v katastrálním území obce